# Морозово (Орловская область)
Морозово — село в Болховском районе Орловской области России. Входит в состав Михнёвского сельского поселения.

## География
Село находится в северной части Орловской области, в лесостепной зоне, в пределах центральной части Среднерусской возвышенности, к югу от реки Рог, к северу от реки Нугрь, на расстоянии примерно 5 километров (по прямой) к северо-востоку от города Болхова, административного центра района.
Часовой пояс
Село Морозово, как и вся Орловская область, находится в часовой зоне МСК (московское время). Смещение применяемого времени относительно UTC составляет +3:00.

## Население
| 2010 |
| ---- |
| 25   |

Половой состав
По данным Всероссийской переписи населения 2010 года в гендерной структуре населения мужчины составляли 48 %, женщины — соответственно 52 %.
Национальный состав
Согласно результатам переписи 2002 года, в национальной структуре населения русские составляли 94 % из 18 чел.

## Улицы
Уличная сеть села состоит из двух улиц (ул. Горная и ул. Луговая).